# Distrito de San Miguel (Lima)

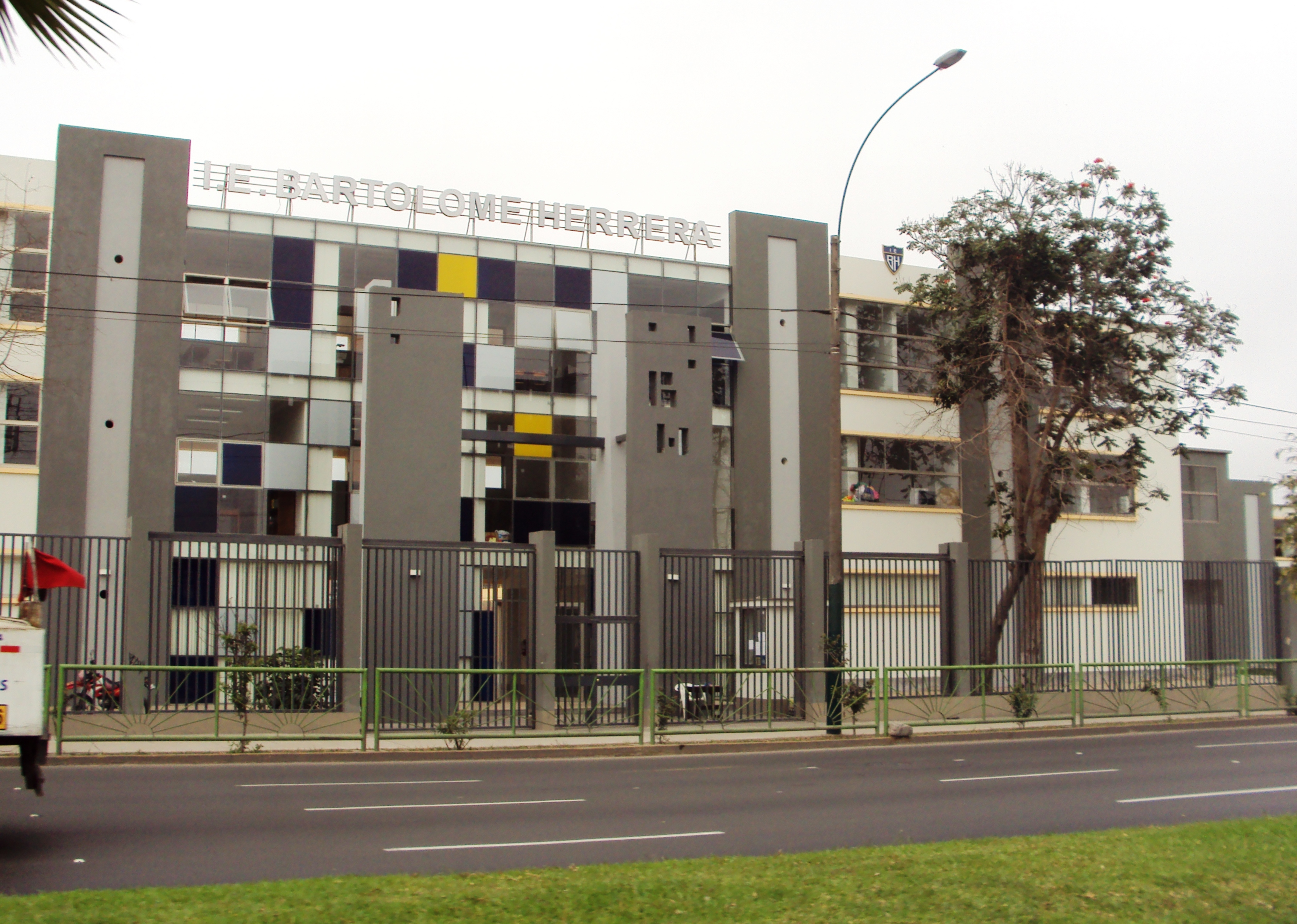
Colegio Nacional Bartolomé Herrera.

El distrito de San Miguel es uno de los cuarenta y tres distritos que conforman la provincia de Lima, ubicada en el departamento homónimo, en el Perú. Limita al norte con el distrito de Bellavista, provincia constitucional del Callao, y el distrito de Lima; al este también con el distrito de Lima y los distritos de Pueblo Libre y Magdalena del Mar; al sur, con el océano Pacífico; y al oeste, con el distrito de La Perla, provincia constitucional del Callao. 
Según sus ingresos económicos, la población de San Miguel pertenece al nivel socioeconómico alto y medio alto. Está ubicado en la zona occidental de Lima, y fue fundado el 10 de mayo de 1920. En 2023, obtuvo una población de 183 597 habitantes.

## Historia

### Época prehispánica
Entre los años 100 y 600 d. C., se desarrolló en el actual territorio Sanmiguelino, la cultura Lima. Esta edificó una importante ciudadela con cientos de viviendas y numerosos templos. Entre los años 900 y 1100, descendió desde Huancavelica y Ayacucho, la población Wari, pueblo aguerrido y trabajador que se dedicó en la agricultura, la pesca y la construcción en adobe. Luego, desde el siglo XII hasta la llegada de los españoles, floreció el curacazgo de Maranga (quechua: Lugar donde se muele el maíz) dirigido por el Curaca Don Diego Chayavilca. La religión de los Marangas es la misma a las demás culturas limeñas, con sede en Pachacámac. Incluso, data que en la Huaca Tres Palos de San Miguel se encontraba el oráculo del Rímac.

### Época Virreinal
La historia de la Magdalena se remonta a los tiempos del curaca Taulichusco, por ser parte de su señorío. El territorio que ocupaba durante el virreinato, pertenecía al Pueblo de Magdalena, y abarcó los actuales distritos de Pueblo Libre, Miraflores, Breña, Magdalena del Mar, San Miguel, Jesús María, Carmen de la Legua-Reynoso, además de parte de Bellavista y Lima. Con el tiempo, varias partes fueron absorbidas por la creación de nuevas haciendas y nuevos distritos.

### Época Republicana
Durante los primeros años de la República, San Miguel, Pueblo Libre (antes Magdalena Vieja) y Magdalena del Mar componían un solo distrito: La Gran Magdalena, dividido en haciendas, chacras, granjas y establos, como el fundo Pando (de la Familia de Riva Agüero, luego fue donada) y la hacienda Maranga (actuales zonas residenciales).

### Fundación
San Miguel fue creado con categoría de villa, el 10 de mayo de 1920 por Decreto Ley N.º 4101, siendo presidente de la República, Augusto Leguía. Mediante este decreto, el distrito de Magdalena queda dividido en tres: San Miguel, Magdalena del Mar y Magdalena Vieja (hoy, distrito de Pueblo Libre). En ese entonces, se estimaba la distancia de San Miguel a Lima en 8 kilómetros. Fueron forjadores y fundadores, de esta villa sobria y elegante: Federico Gallese y Juan Bertolotto, quienes construyeron grandes casonas.

## Geografía y límites distritales

### Ubicación
El distrito de San Miguel se ubica al suroeste del distrito de Lima, y forma parte de la subregión Lima Centro. Su ubicación al noroeste de la subregión, lo convierte en un nexo entre los distritos hoteleros y del sur de la ciudad, con el Puerto del Callao y el Aeropuerto Internacional Jorge Chávez. Cuenta con una superficie de 10.72 km² y su altitud media es de 45 m s.n.m.

### Límites
Limita al norte, con el distrito de Bellavista, provincia constitucional del Callao, y el distrito de Lima, mediante la avenida Venezuela; al este, con los distritos de Pueblo Libre y Magdalena del Mar, por medio de las avenidas Universitaria, La Marina y otras calles; al sur, con el océano Pacífico; y al oeste, con el distrito de La Perla, provincia constitucional del Callao, a través de la avenida Los Insurgentes y otras vías menores.
| Noroeste: Distrito de Bellavista - Callao | Norte: Distrito de Bellavista - Callao / Distrito de Lima | Nordeste: Distrito de Lima             |
| Oeste: Distrito de La Perla - Callao      |                                                           | Este: Distrito de Pueblo Libre         |
| Suroeste: Océano Pacífico                 | Sur: Océano Pacífico                                      | Sureste: Distrito de Magdalena del Mar |

## Estructura urbana
La mayor parte del suelo del distrito es utilizado como viviendas de densidad media; mientras que, las zonas comerciales se desarrollan especialmente a lo largo de las avenidas La Marina, Universitaria y Elmer Faucett. En la intersección de las dos primeras, se localiza el centro comercial Plaza San Miguel, el cual alberga al supermercado Wong, y tiendas ancla como Ripley y Falabella. Asimismo, en la avenida La Marina se encuentra el centro comercial Open Plaza La Marina. 
El distrito alberga el campus universitario de la Pontificia Universidad Católica del Perú (PUCP) y una sede de la Universidad Peruana de Ciencias Aplicadas (UPC), además de colegios como el Claretiano, el Peruano Chino Diez de Octubre, el Peruano Chino Juan XXIII, el San Charbel, el Cristiano Buenas Nuevas, el Colegio Nacional Bartolomé Herrera, la cuna jardín Mis Primeros Pasos, el colegio Clemente Althaus, el colegio América de San Miguel, el San Marcelo y el Claret.
Asimismo, aloja importantes institutos como el Instituto Cultural Peruano Norteamericano (ICPNA), la Asociación Cultural Peruano Británica (BRITÁNICO), el Instituto Confucio de Idiomas Católica (PUCP). Además, el distrito cuenta con una Casa de la Cultura,un Centro de Convenciones de Claro y el zoológico más importante del país conocido como Parque de las Leyendas. Anteriormente, acogió al recinto de la Feria del Hogar, el cual actualmente tiene uso comercial y residencial.  
Por otro lado, se encuentran parques notables como el Parque Juan Pablo II, el parque Media Luna, Juan XXIII, Sagrada Familia y el parque del Trabajo. Y finalmente, posee un skatepark, un malecón, un bulevar y diversas atracciones más.

## Demografía
En el censo de 2017, el distrito de San Miguel arrojó una cifra poblacional de 162 589 habitantes. Según el Instituto Nacional de Estadística e Informática, el 65% del distrito de San Miguel corresponde a hogares pertenecientes a un estrato económico medio alto, donde el ingreso per cápita supera los 2400 soles; mientras que, el restante 35% corresponde a un estrato medio con ingresos entre los 1450 y 2400 soles. Es uno de los distritos con mayor atractivo inmobiliario para la realización de proyectos de vivienda multifamiliar, con más de 2000 departamentos en oferta en enero de 2021.
| Gráfica de evolución demográfica de San Miguel entre 1940 y 2023                                                                                              |
| |
| Población de 1940, 1961, 1981, 1993 y 2007 censada. Para 2017, se está considerando la población censada más la omitida. Aproximación de población para 2023. |

## Autoridades

### Municipales
| Cargo    | Autoridad electa                           | Partido político | Partido político   |
| -------- | ------------------------------------------ | ---------------- | ------------------ |
| Alcalde  | Eduardo Javier Bless Cabrejas              |                  | Avanza País        |
| Regidor  | César Santa Cruz Julca                     |                  | Avanza País        |
| Regidora | Eva Amelia Roca Rodriguez                  |                  | Avanza País        |
| Regidor  | Henry Jan Brun Herbozo                     |                  | Avanza País        |
| Regidora | Juana Melania Márquez Peirano De Elias     |                  | Avanza País        |
| Regidor  | Carlos Jésus Díaz Nakamura                 |                  | Avanza País        |
| Regidora | Laura Victoria Quino Peñafiel              |                  | Avanza País        |
| Regidor  | Danny Luccio Ayuni Prado                   |                  | Avanza País        |
| Regidora | Celia Ysabel Pajuelo Medina                |                  | Renovación Popular |
| Regidor  | Eusebio Javier De Souza Ferreyra Peragallo |                  | Renovación Popular |
| Regidor  | Segio Iván Atarama Martínez                |                  | Podemos Perú       |
| Regidora | Mónica Rossana Fuentes Cueva               |                  | Somos Perú         |

### Bomberos
- Compañía de Bomberos San Miguel N.º 83

### Policiales
- Comisaría PNP Maranga:[15]
  - Comandante Whilmar Andrés Medina Aliaga
- Comisaría PNP San Miguel:
  - Mayor Luis Alejandro Cóndor Cieza
- DIVINCRI:
  - Comandante César Puente Adrianzen

## Galería

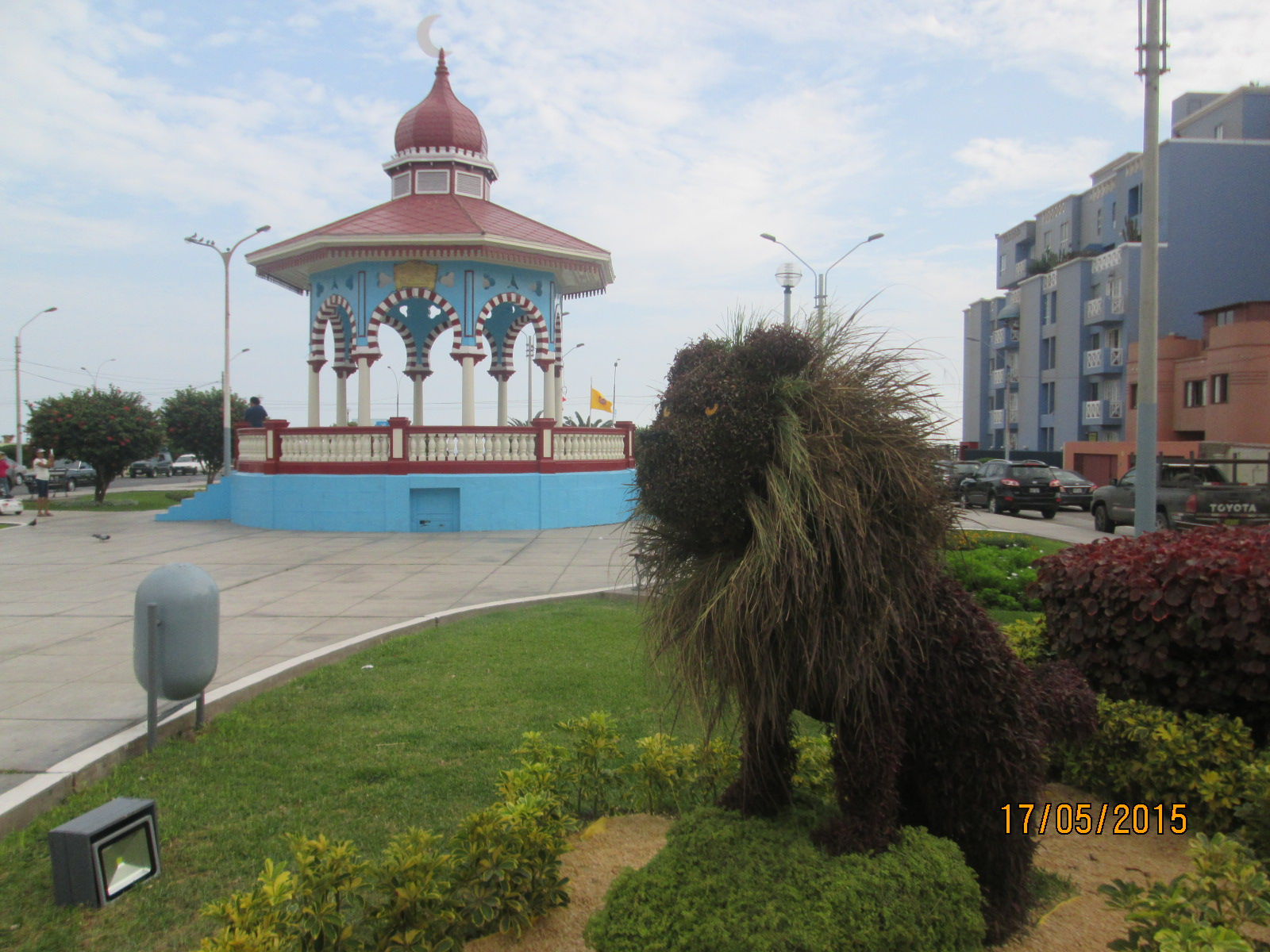
La Glorieta de Media Luna.
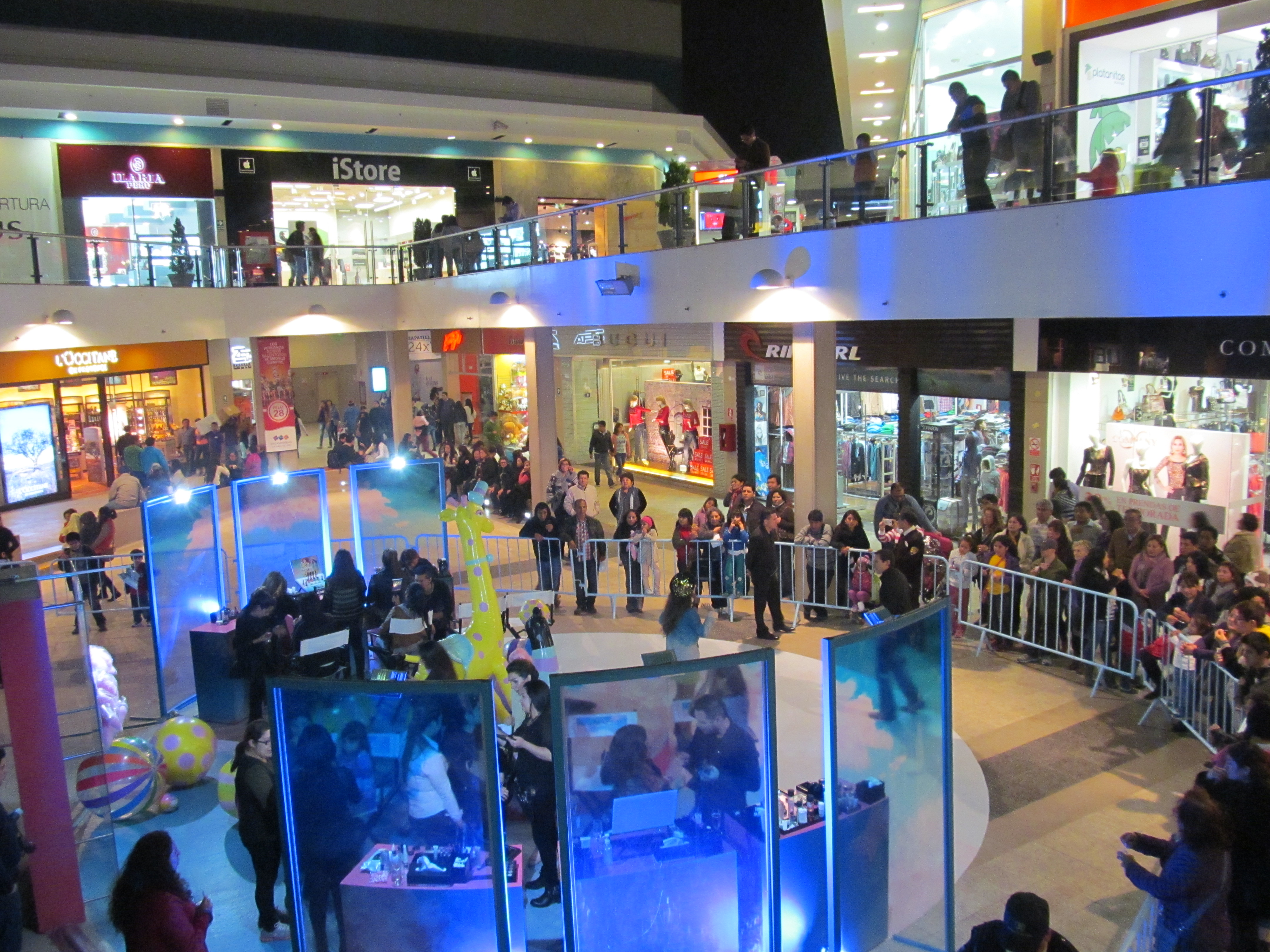
Plaza San Miguel.
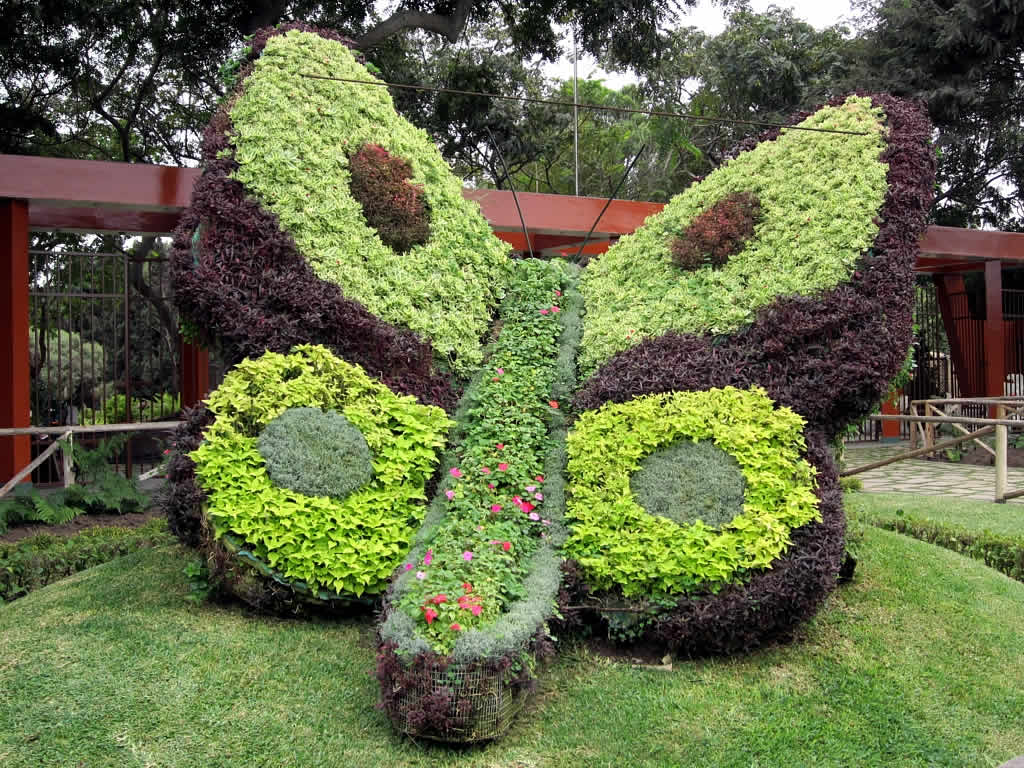
Parque de las Leyendas - Sede San Miguel.
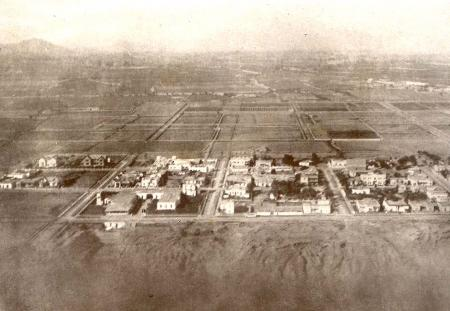
Distrito de San Miguel  en 1920.
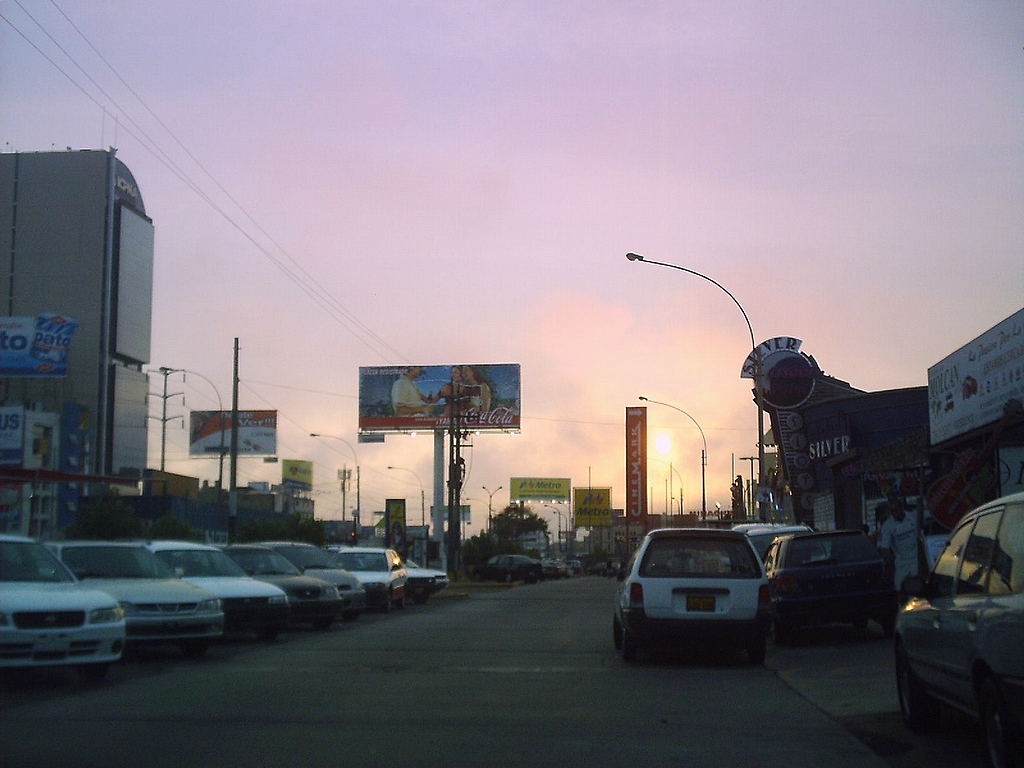
Avenida de la Marina.
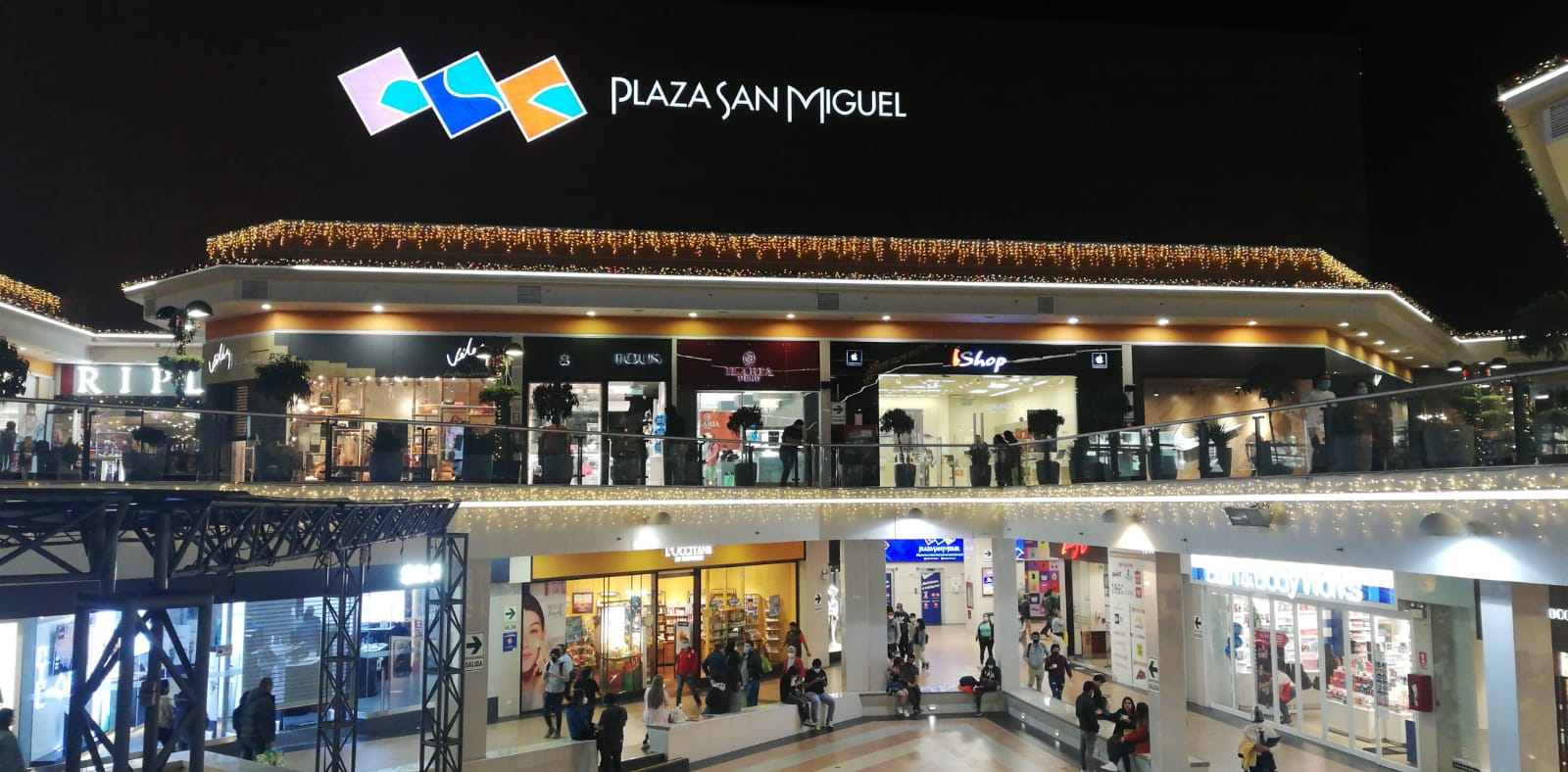
Plaza San Miguel.
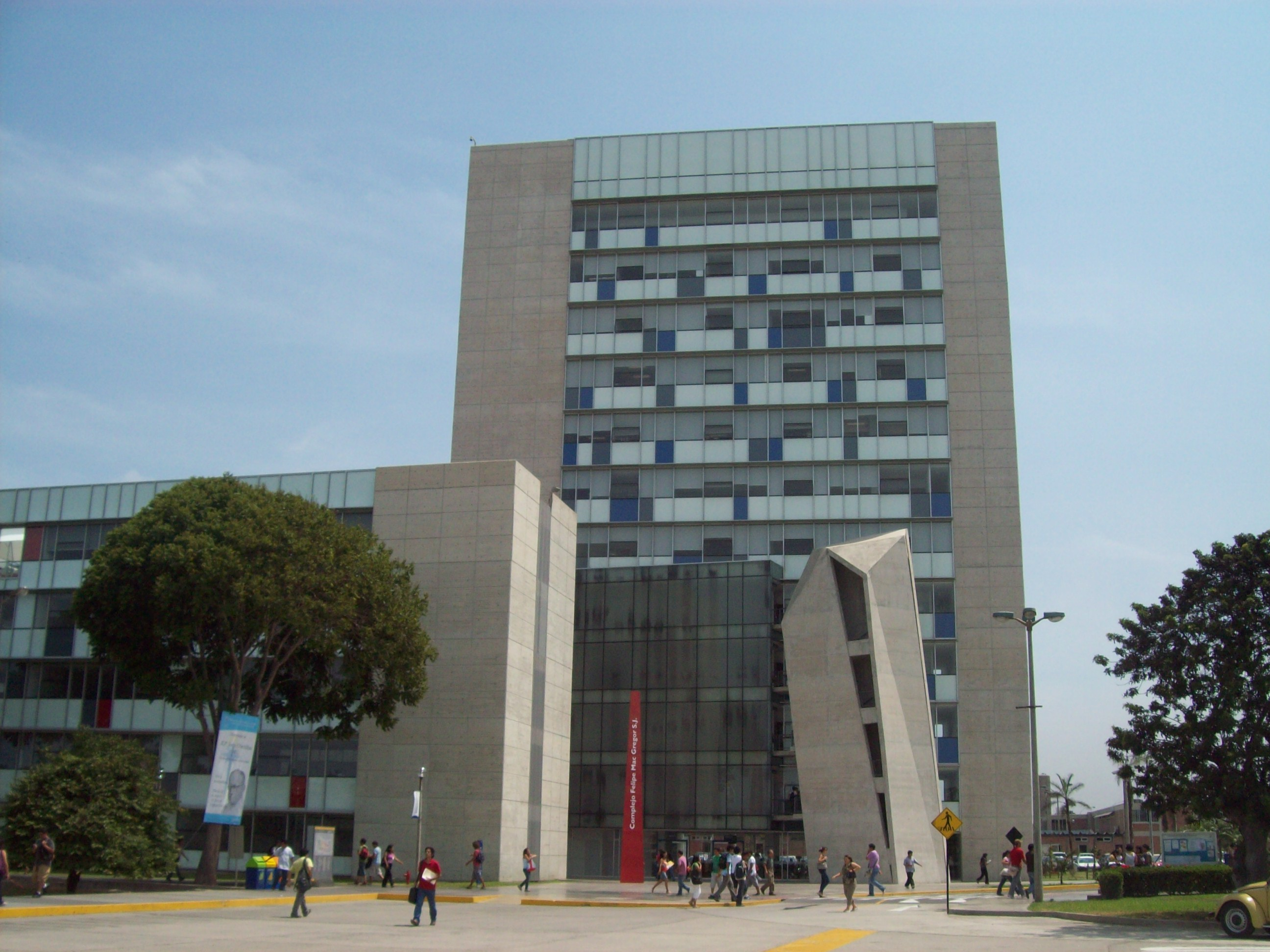
Campus de la Pontificia Universidad Católica del Perú (Edificio MacGregor).
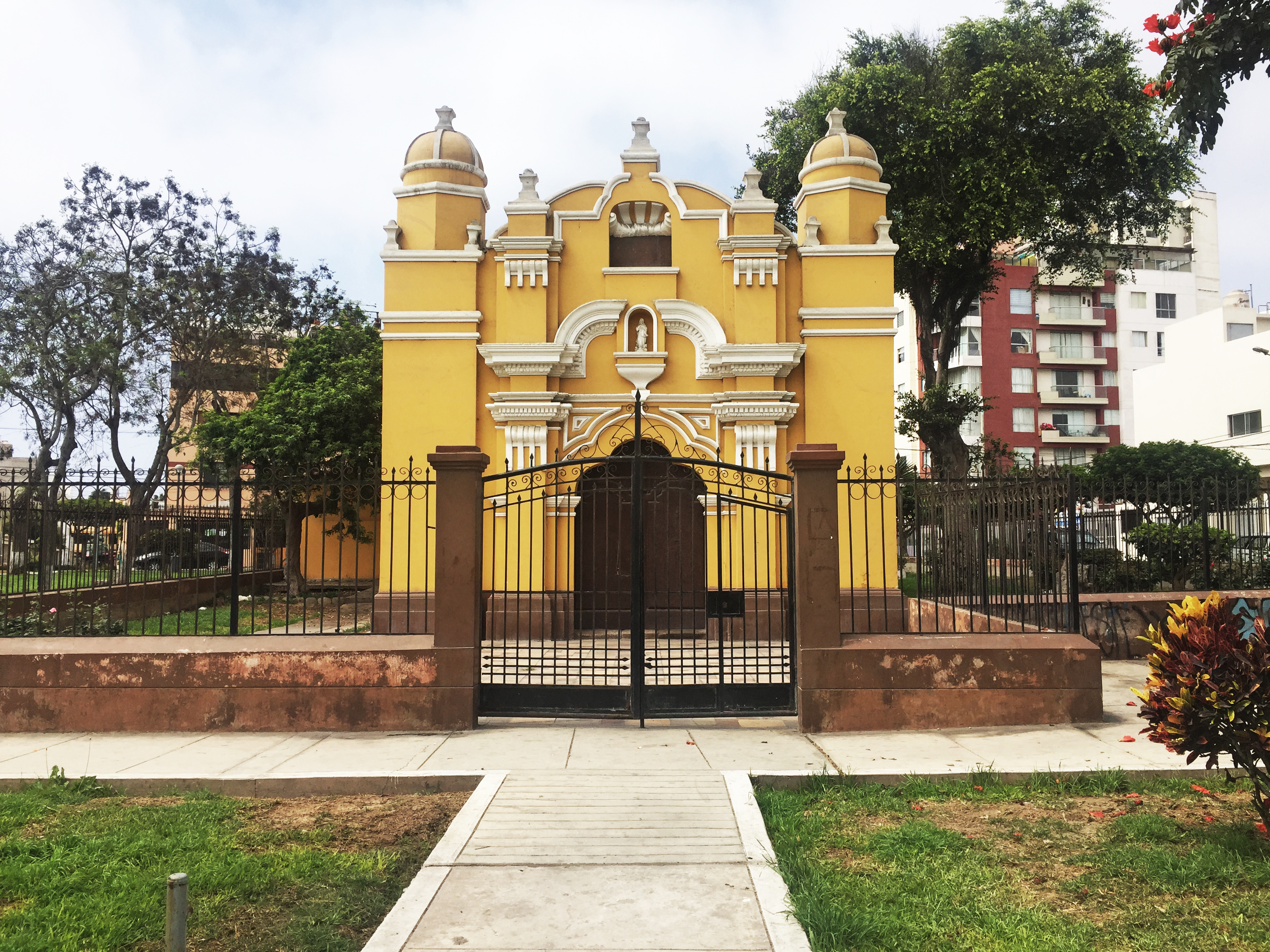
Capilla de la antigua hacienda de Maranga.
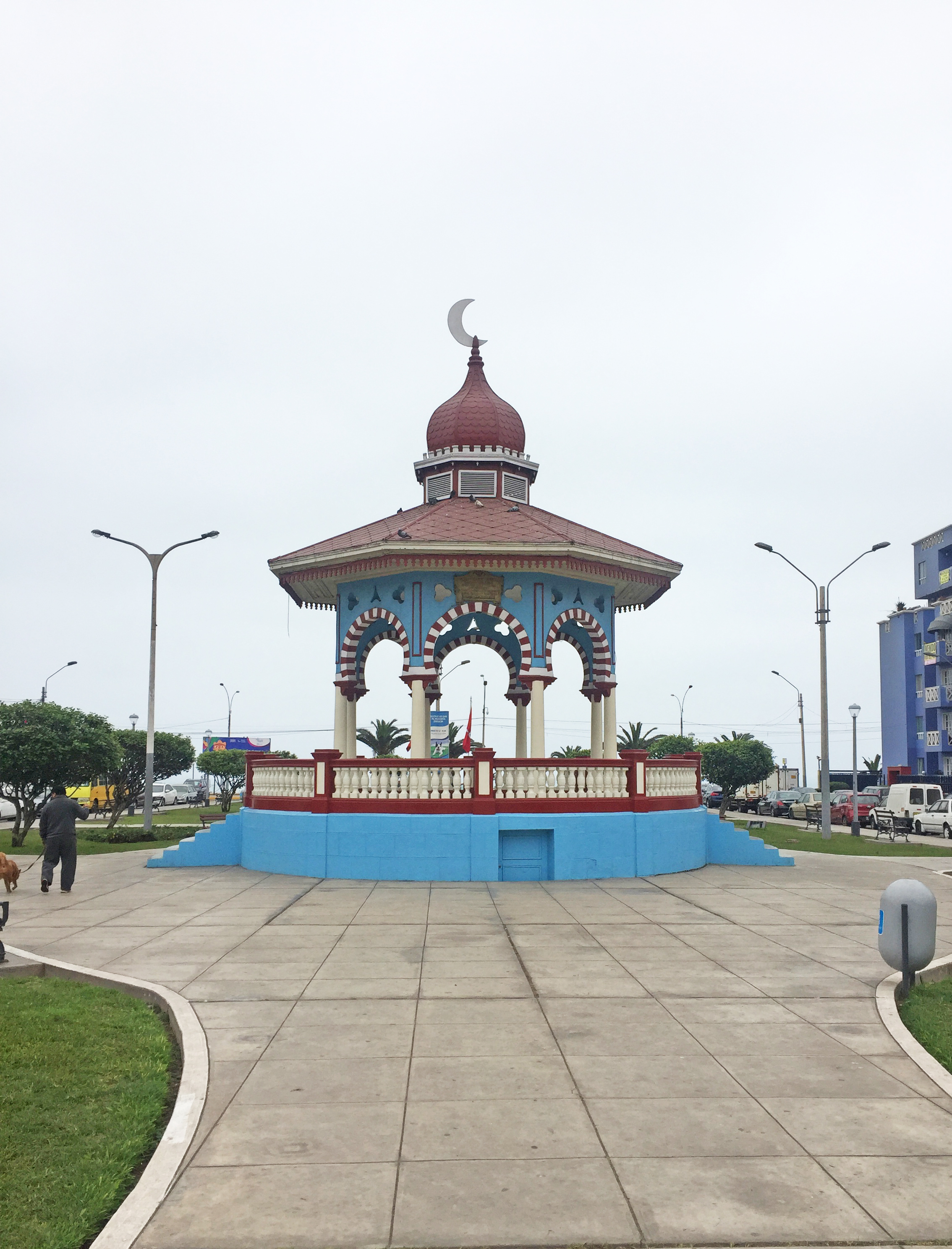
Parque Media Luna.
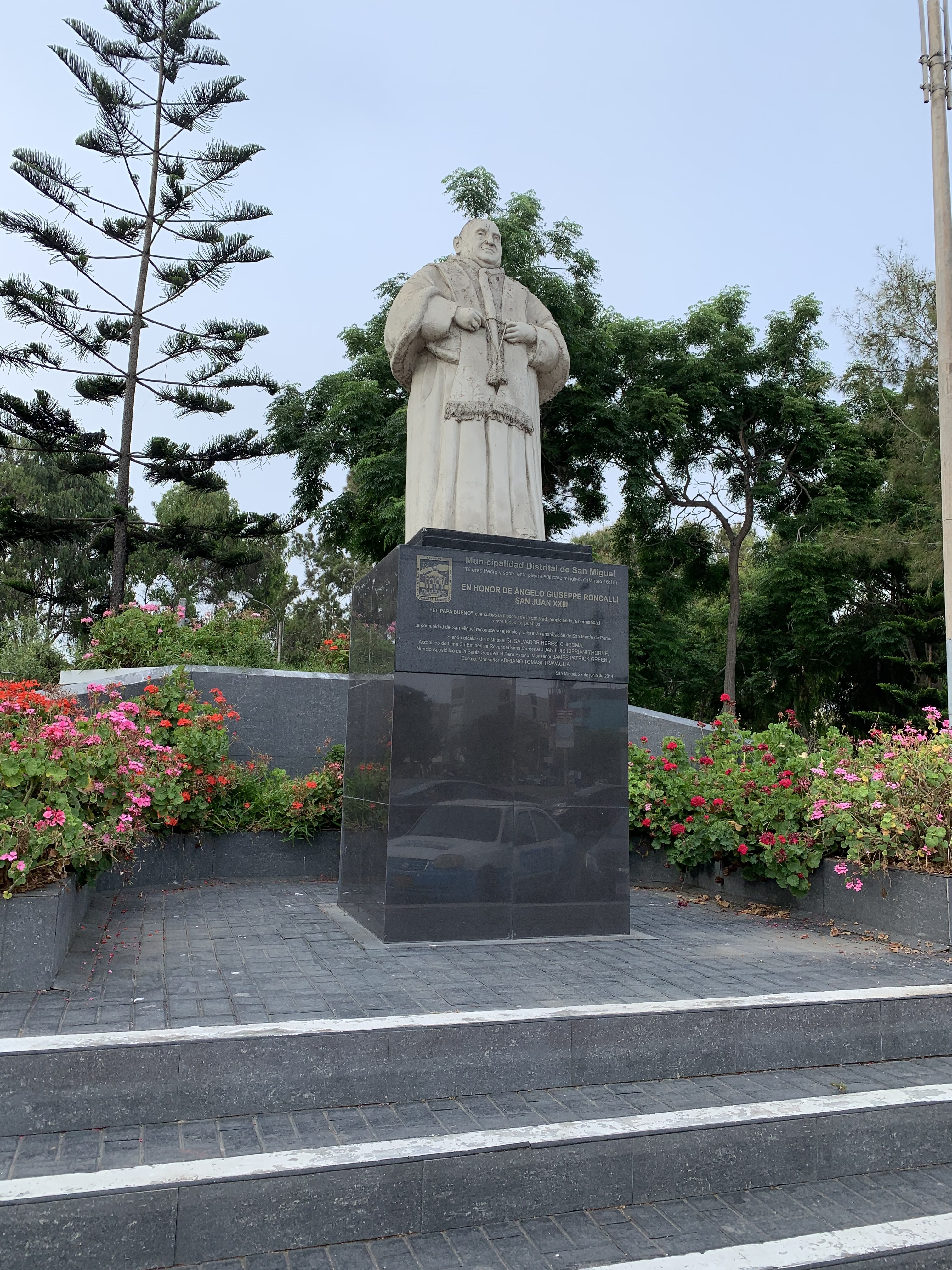
Monumento a Juan XXIII.
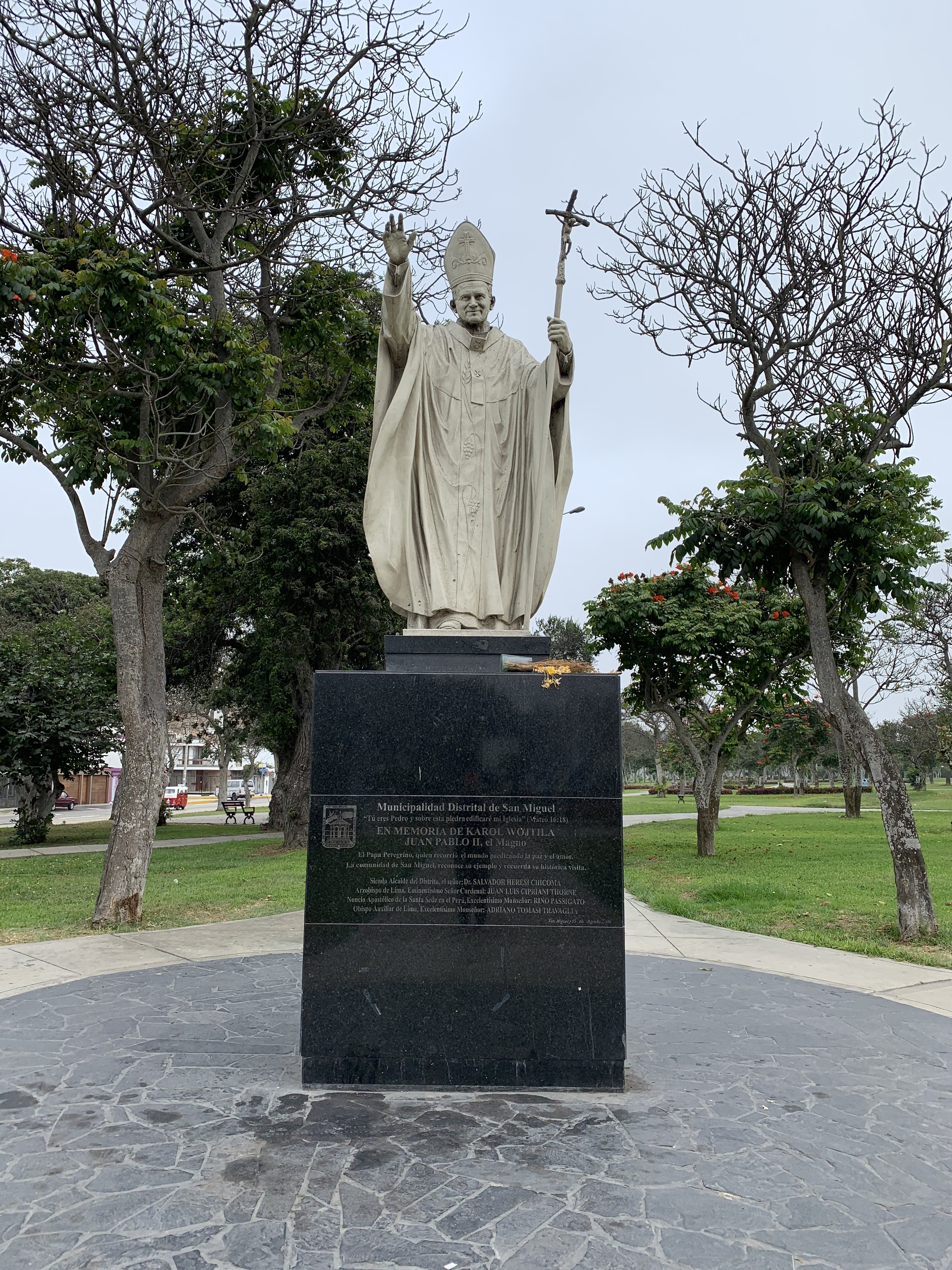
Monumento a Karol Wojtyla.
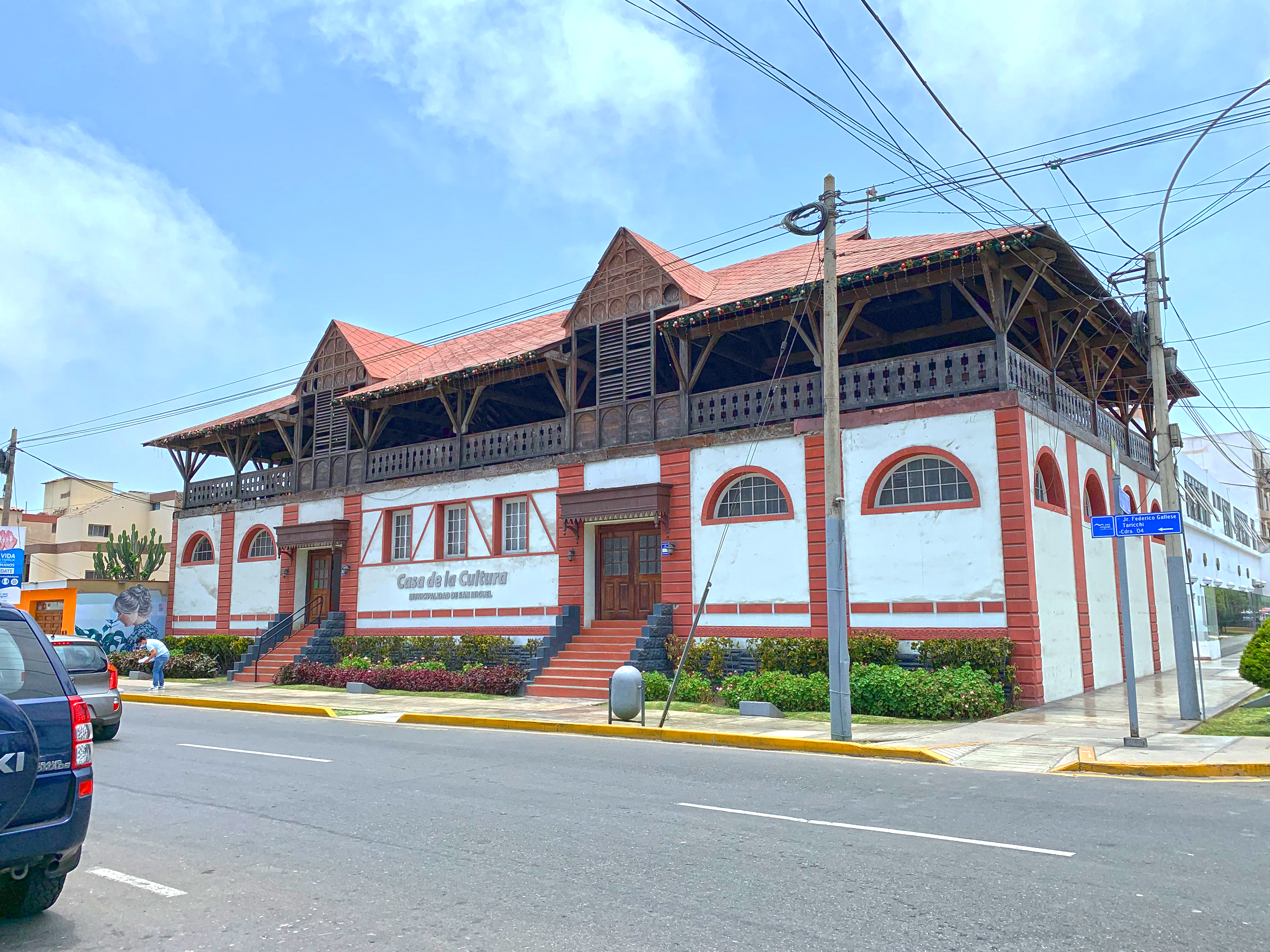
Casa de la Cultura.
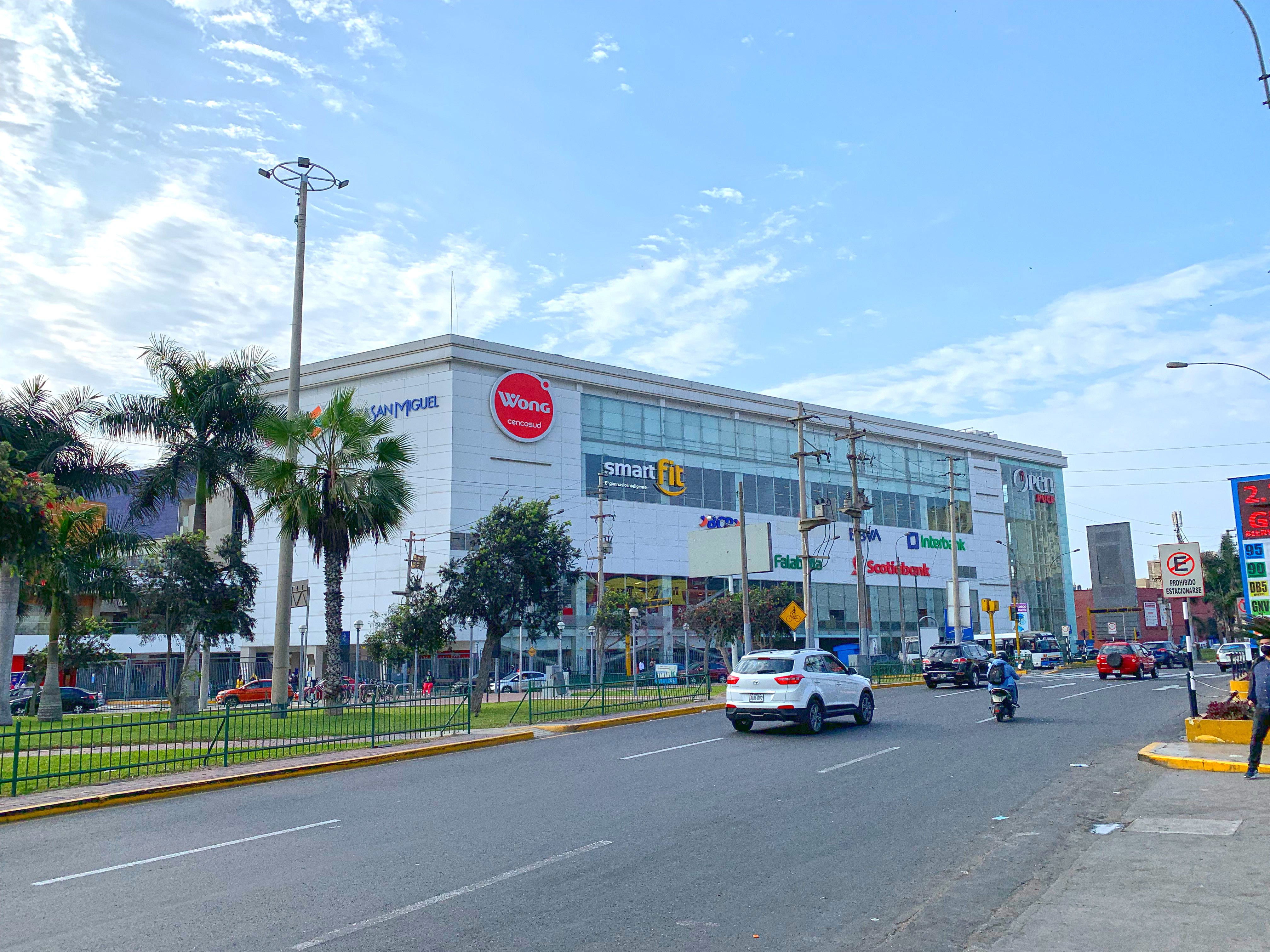
Wong de Plaza San Miguel.

## Hermanamientos
Municipios hermanados de la ciudad.
- La Tinguiña, Ica, Perú (2009).[16]
- Ciudad de Panamá, Panamá (2011).[17]
- Végueta, Lima, Perú (2012).[18]
- Belén, Palestina (2012).[19]